# Puccinia lagenophorae
Puccinia lagenophorae Cooke – gatunek grzybów z rodziny rdzowatych (Pucciniaceae). Grzyb mikroskopijny, pasożyt niektórych gatunków roślin z rodziny astrowatych. Wywołuje u nich chorobę o nazwie rdza.

## Systematyka i nazewnictwo
Pozycja w klasyfikacji według Index Fungorum: Puccinia, Pucciniaceae, Pucciniales, Incertae sedis, Pucciniomycetes, Pucciniomycotina, Basidiomycota, Fungi.
Po raz pierwszy zdiagnozowany został na Lagenophora billardierei w Australii.
Synonimy nazwy naukowej:
- Aecidium lagenophorae Cooke 1884
- Dicaeoma lagenophorae (Cooke) Kuntze 1898
- Puccinia erechtitis McAlpine 1895
- Puccinia terrieriana Mayor 1962
- Uredo lagenophorae Cooke 1884

## Rozwój i morfologia
Jest pasożytem jednodomowym, tzn. cały jego cykl rozwojowy odbywa się na jednym żywicielu. Jest też rdzą niepełnocyklową.
Na porażonych pędach roślin tworzy otoczone ścianą kubeczkowate ecja o barwie od żółtej do pomarańczowej. Powstają w nich prawie kuliste lub elipsoidalne ecjospory o barwie od żółtej do pomarańczowej i rozmiarach 13–18 × 9–14 μm. Telia tworzą się na obu powierzchniach liści lub na łodygach, podskórnie, w rozproszeniu lub w grupach. Są czarne, o średnicy 0,5–1 mm. Teliospory po dojrzeniu wydostają się przez pęknięcia skórki żywiciela. Są maczugowate o ściętych wierzchołkach, dwukomórkowe, przy czym górna komórka jest większa od dolnej, czerwonobrązowe, o długości do 48 μm i szerokości 5–10 μm przy podstawie. Pojawiają się także nietypowe teliospory zwane mezosporami. Są owalne, elipsoidalne lub nieco nieregularne, o czerwonobrązowej barwie i rozmiarach 30–50 × 17–22 μm.
Objawem występowania P. lagenophorae na roślinie są żółtawobrązowe plamy, kubeczkowate żółtopomarańczowe ecja i brodawkowate, czarne telia.

## Występowanie
Puccinia lagenophorae jest na świecie dość szeroko rozprzestrzeniona. Znane jest występowanie tego gatunku w Ameryce Północnej i Południowej, Europie, Republice Południowej Afryki, Australii i Nowej Zelandii.
Pasożytuje na różnych gatunkach roślin. Po raz pierwszy zdiagnozowana została na Lagenophora billardierei. Później stwierdzono występowanie tego patogenu na wielu innych gatunkach roślin, do tej pory na 110 gatunkach należących do co najmniej 16 rodzajów. Między innymi są to: Arctotheca nivea, Bellis perennis, Calendula officinalis, Calotis erinacia, Emilia sonchifolia, Olearia axillaris, Ozothamnus cordatus, Podolepis robusta, Podotheca angustifolia, Schoenia cassiniana, Sonchus sp., Senecio lautus, Senecio vulgaris. W Polsce Marcin Piątek stwierdził występowanie na stokrotce pospolitej.